# Foya (flygplats)
Foya är en flygplats i Liberia.   Den ligger i regionen Lofa County, i den norra delen av landet, 240 km norr om huvudstaden Monrovia. Foya ligger 454 meter över havet.
Terrängen runt Foya är platt. Runt Foya är det glesbefolkat, med 9 invånare per kvadratkilometer. I omgivningarna runt Foya växer i huvudsak städsegrön lövskog.